# End-of-year Internationals 2002
Die End-of-year Internationals 2002 (auch als Autumn Internationals 2002 bezeichnet) waren eine vom 1. bis zum 24. November stattfindende Serie von internationalen Rugby-Union-Spielen zwischen Mannschaften der ersten und zweiten Stärkeklasse.
Das Spiel vom 23. November zwischen England und Südafrika ging als eines der bedeutendsten in die Geschichte der Sportart ein, denn die „Springboks“ verloren mit 3:53, ihre bis heute größte jemals erlittene Niederlage.

## Ergebnisse

### Woche 1
| 1. November 2002 19:30 WEZ | Wales                                                                                            | 40 : 3         | Rumänien           | Racecourse Ground, Wrexham Zuschauer: 9.448 Schiedsrichter: Joël Jutge (Frankreich) |
| 1. November 2002 19:30 WEZ | Versuche: M. Jones Quinnell Thomas Strafversuch Erhöhungen: Jenkins (4) Straftritte: Jenkins (4) | (12:0) Bericht | Straftritte: Tofan | Racecourse Ground, Wrexham Zuschauer: 9.448 Schiedsrichter: Joël Jutge (Frankreich) |

| 2. November 2002 20:10 ART | Argentinien                | 6 : 17         | Australien                                        | Estadio Monumental, Buenos Aires Zuschauer: 65.000 Schiedsrichter: Kelvin Deaker (Neuseeland) |
| 2. November 2002 20:10 ART | Straftritte: Contepomi (2) | (6:14) Bericht | Versuche: Mortlock Straftritte: Burke (3) Flatley | Estadio Monumental, Buenos Aires Zuschauer: 65.000 Schiedsrichter: Kelvin Deaker (Neuseeland) |

### Woche 2
| 9. November 2002 14:30 WEZ | England                                                                                                   | 31 : 28         | Neuseeland                                                    | Twickenham Stadium, London Zuschauer: 75.000 Schiedsrichter: Jonathan Kaplan (Südafrika) |
| 9. November 2002 14:30 WEZ | Versuche: Cohen Moody Wilkinson Erhöhungen: Wilkinson (2) Straftritte: Wilkinson (3) Dropgoals: Wilkinson | (17:14) Bericht | Versuche: Howlett Lee Lomu (2) Erhöhungen: Blair Mehrtens (2) | Twickenham Stadium, London Zuschauer: 75.000 Schiedsrichter: Jonathan Kaplan (Südafrika) |

| 9. November 2002 14:30 WEZ | Irland                  | 18 : 9         | Australien             | Lansdowne Road, Dublin Zuschauer: 49.000 Schiedsrichter: Steve Walsh (Neuseeland) |
| 9. November 2002 14:30 WEZ | Straftritte: O’Gara (6) | (12:3) Bericht | Straftritte: Burke (3) | Lansdowne Road, Dublin Zuschauer: 49.000 Schiedsrichter: Steve Walsh (Neuseeland) |

| 9. November 2002 16:30 WEZ | Schottland                                                                                    | 37 : 10        | Rumänien                                             | Murrayfield Stadium, Edinburgh Zuschauer: 34.413 Schiedsrichter: Andy Turner (Südafrika) |
| 9. November 2002 16:30 WEZ | Versuche: Grimes Leslie Moffat Paterson Pountney Erhöhungen: Laney (3) Straftritte: Laney (2) | (20:3) Bericht | Versuche: Tofan Erhöhungen: Tofan Straftritte: Tofan | Murrayfield Stadium, Edinburgh Zuschauer: 34.413 Schiedsrichter: Andy Turner (Südafrika) |

| 9. November 2002 16:30 WEZ | Wales | 58 : 14        | Fidschi                                            | Millennium Stadium, Cardiff Zuschauer: 34.103 Schiedsrichter: Stuart Dickinson (Australien) |
| 9. November 2002 16:30 WEZ | Versuche: Charvis M. Jones Parker Thomas R. Williams Strafversuch Erhöhungen: Harris S. Jones (3) Straftritte: S. Jones (5) | (27:0) Bericht | Versuche: Ligairi Serevi Erhöhungen: Little Serevi | Millennium Stadium, Cardiff Zuschauer: 34.103 Schiedsrichter: Stuart Dickinson (Australien) |

| 9. November 2002 20:45 MEZ | Frankreich                                                                              | 30 : 10        | Südafrika                                                          | Stade Vélodrome, Marseille Zuschauer: 57.203 Schiedsrichter: Alain Rolland (Irland) |
| 9. November 2002 20:45 MEZ | Versuche: Clerc Heymans Erhöhungen: Gelez Straftritte: Gelez (5) Dropgoals: Castaignède | (12:3) Bericht | Versuche: van Niekerk Erhöhungen: Pretorius Straftritte: Pretorius | Stade Vélodrome, Marseille Zuschauer: 57.203 Schiedsrichter: Alain Rolland (Irland) |

### Woche 3
| 16. November 2002 14:30 WEZ | England                                                                  | 32 : 31         | Australien                                                            | Twickenham Stadium, London Zuschauer: 75.000 Schiedsrichter: Paul Honiss (Neuseeland) |
| 16. November 2002 14:30 WEZ | Versuche: Cohen (2) Erhöhungen: Wilkinson (2) Straftritte: Wilkinson (6) | (16:13) Bericht | Versuche: Flatley Sailor Erhöhungen: Burke (2) Straftritte: Burke (4) | Twickenham Stadium, London Zuschauer: 75.000 Schiedsrichter: Paul Honiss (Neuseeland) |

| 16. November 2002 14:30 WEZ | Schottland                                                         | 21 : 6        | Südafrika              | Murrayfield Stadium, Edinburgh Zuschauer: 58.225 Schiedsrichter: Nigel Williams (Wales) |
| 16. November 2002 14:30 WEZ | Versuche: Pountney Walker Erhöhungen: Laney Straftritte: Laney (3) | (6:6) Bericht | Straftritte: James (2) | Murrayfield Stadium, Edinburgh Zuschauer: 58.225 Schiedsrichter: Nigel Williams (Wales) |

| 16. November 2002 15:15 MEZ | Italien                    | 6 : 36         | Argentinien | Stadio Flaminio, Rom Zuschauer: 23.263 Schiedsrichter: Andrew Cole (Australien) |
| 16. November 2002 15:15 MEZ | Straftritte: Domínguez (2) | (6:15) Bericht | Versuche: Albanese Corleto Durand Martín Orengo Erhöhungen: Contepomi (2) Fernández Miranda Straftritte: Contepomi | Stadio Flaminio, Rom Zuschauer: 23.263 Schiedsrichter: Andrew Cole (Australien) |

| 16. November 2002 16:30 WEZ | Wales                                                                         | 32 : 21         | Kanada                                         | Millennium Stadium, Cardiff Zuschauer: 30.586 Schiedsrichter: Giulio de Santis (Italien) |
| 16. November 2002 16:30 WEZ | Versuche: McBryde Robinson Erhöhungen: S. Jones (2) Straftritte: S. Jones (6) | (22:12) Bericht | Straftritte: Barker (6) Dropgoals: M. Williams | Millennium Stadium, Cardiff Zuschauer: 30.586 Schiedsrichter: Giulio de Santis (Italien) |

| 16. November 2002 20:45 MEZ | Frankreich                                                           | 20 : 20         | Neuseeland                                                                | Stade de France, Saint-Denis Zuschauer: 78.625 Schiedsrichter: Scott Young (Australien) |
| 16. November 2002 20:45 MEZ | Versuche: Brusque Magne Erhöhungen: Gelez (2) Straftritte: Gelez (2) | (10:10) Bericht | Versuche: Meeuws Umaga Erhöhungen: Mehrtens (2) Straftritte: Mehrtens (2) | Stade de France, Saint-Denis Zuschauer: 78.625 Schiedsrichter: Scott Young (Australien) |

| 17. November 2002 15:00 WEZ | Irland | 64 : 17        | Fidschi                                                                    | Lansdowne Road, Dublin Zuschauer: 31.482 Schiedsrichter: Nigel Whitehouse (Wales) |
| 17. November 2002 15:00 WEZ | Versuche: Bishop Dawson Foley Maggs (3) Murphy (2) O’Driscoll Erhöhungen: Humphreys (5) Straftritte: Humphreys (3) | (39:3) Bericht | Versuche: Doviverata Narruhn Erhöhungen: Little Serevi Straftritte: Little | Lansdowne Road, Dublin Zuschauer: 31.482 Schiedsrichter: Nigel Whitehouse (Wales) |

### Woche 4
| 23. November 2002 14:00 MEZ | Frankreich                                                                                  | 35 : 3         | Kanada            | Stade de France, Saint-Denis Zuschauer: 48.000 Schiedsrichter: David McHugh (Irland) |
| 23. November 2002 14:00 MEZ | Versuche: Bory Clerc (2) Traille Erhöhungen: Merceron (2) Traille Straftritte: Merceron (3) | (13:0) Bericht | Straftritte: Ross | Stade de France, Saint-Denis Zuschauer: 48.000 Schiedsrichter: David McHugh (Irland) |

| 23. November 2002 14:30 WEZ | Wales | 17 : 43        | Neuseeland | Millennium Stadium, Cardiff Zuschauer: 68.785 Schiedsrichter: Tappe Henning (Südafrika) |
| 23. November 2002 14:30 WEZ | Versuche: Robinson 14. erh. Strafversuch 79. erh. Erhöhungen: S. Jones (1/1) Harris (1/1) Straftritte: S. Jones (1/1) 8. | (10:9) Bericht | Versuche: Howlett 19. erh., 80.+1 erh. Meeuws 80.+5 erh. King 80.+8 erh. Erhöhungen: Mehrtens (4/4) Straftritte: Mehrtens (5/6) 11., 17., 40.+1, 43., 63. | Millennium Stadium, Cardiff Zuschauer: 68.785 Schiedsrichter: Tappe Henning (Südafrika) |

| 23. November 2002 14:30 WEZ | England | 53 : 3         | Südafrika                        | Twickenham Stadium, London Zuschauer: 72.000 Schiedsrichter: Paddy O’Brien (Neuseeland) |
| 23. November 2002 14:30 WEZ | Versuche: Cohen 20. n.erh. Greenwood 30. erh., 42. erh. Strafversuch 60. Back 69. erh. Hill 74. erh. Dallaglio 80.+2 erh. Erhöhungen: Wilkinson (1/2) Dawson (1/1) Gomarsall (2) Simpson (2/2) Straftritte: Wilkinson (1/1) 12. | (18:3) Bericht | Straftritte: Pretorius (1/1) 37. | Twickenham Stadium, London Zuschauer: 72.000 Schiedsrichter: Paddy O’Brien (Neuseeland) |

- Bisher deutlichste Niederlage der Springboks in einem Test Match überhaupt.

| 23. November 15:15 MEZ | Italien          | 3 : 34         | Australien                                                                                 | Stadio Luigi Ferraris, Genua Zuschauer: 20.000 Schiedsrichter: Pablo Deluca (Argentinien) |
| 23. November 15:15 MEZ | Straftritte: Pez | (3:17) Bericht | Versuche: Harrison Kefu Mortlock Staniforth (2) Erhöhungen: Burke (3/5) Straftritte: Burke | Stadio Luigi Ferraris, Genua Zuschauer: 20.000 Schiedsrichter: Pablo Deluca (Argentinien) |

| 23. November 2002 16:30 WEZ | Irland                                                                             | 16 : 7         | Argentinien                                           | Lansdowne Road, Dublin Zuschauer: 40.000 Schiedsrichter: Chris White (England) |
| 23. November 2002 16:30 WEZ | Versuche: Dempsey Erhöhungen: O’Gara (1/1) Straftritte: O’Gara (3/3) 33., 43., 65. | (10:7) Bericht | Versuche: Martín 23. erh. Erhöhungen: Contepomi (1/1) | Lansdowne Road, Dublin Zuschauer: 40.000 Schiedsrichter: Chris White (England) |

| 24. November 2002 15:00 WEZ | Schottland                                                                | 36 : 22         | Fidschi                                          | Murrayfield Stadium, Edinburgh Zuschauer: 37.351 Schiedsrichter: Mark Lawrence (Südafrika) |
| 24. November 2002 15:00 WEZ | Versuche: Craig (3) Grimes Laney Erhöhungen: Laney Straftritte: Laney (3) | (18:12) Bericht | Versuche: Ligairi Naevo Straftritte: Narruhn (4) | Murrayfield Stadium, Edinburgh Zuschauer: 37.351 Schiedsrichter: Mark Lawrence (Südafrika) |